# اليوم العالمي لعلم الأشعة

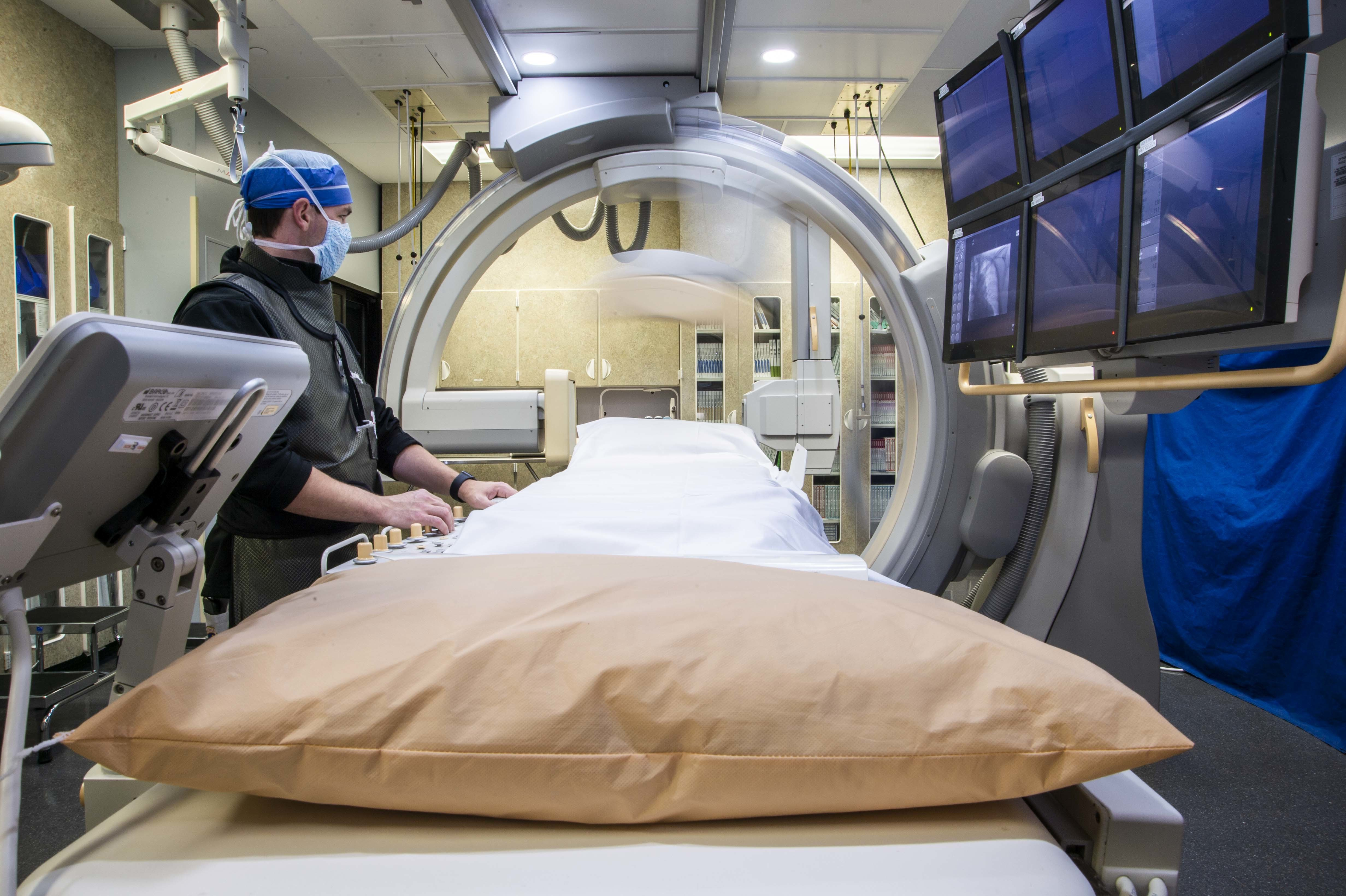
غرفة فيها يجري التصوير الشعاعي

اليوم العالمي للأشعة (International Day of Radiology (IDoR هو حدث سنوي يقام بهدف بناء وعي أكبر بالقيمة التي يساهم بها علم الأشعة في توفير رعاية آمنة للمرضى، وتحسين فهم الدور الحيوي الذي يلعبه اختصاصيو الأشعة وتقنيي الأشعة في سلسلة الرعاية الصحية.
التصوير الطبي هو أحد أكثر التخصصات إثارة وتقدمًا في مجال الرعاية الصحية ومجال نشاط كبير من حيث البحث التكنولوجي والبيولوجي. الأشعة السينية، التصوير بالرنين المغناطيسي، الموجات فوق الصوتية والعديد من تقنيات التصوير الطبي الأخرى، بالإضافة إلى الصور الجذابة المرتبطة بها، معروفة لكثير من الناس، ولكن الغرض الدقيق من هذه الخدمات وقيمتها غير مفهومين على نطاق واسع.
لذلك جرى اختيار الثامن من تشرين الثاني (نوفمبر)، اليوم الذي اكتشف فيه فيلهلم كونراد رونتجن وجود الأشعة السينية في عام 1895، كيوم للعمل والوعي. يأمل هذا الحدث في تنبيه العالم إلى الإمكانات الطبية والعلمية وحتى الفنية المذهلة للتصوير الطبي، والدور الأساسي لأخصائيي الأشعة ومصوري الأشعة كأجزاء من فريق الرعاية الصحية في سيناريوهات طبية لا حصر لها، والمعايير التعليمية والمهنية العالية المطلوبة من جميع الموظفين العاملين في التصوير الطبي.
وقد تم الاحتفال به لأول مرة في الثامن من نوفمبر عام 2012 ضمن مبادرة مشتركة بين الجمعية الأوروبية لعلم الأشعة ESR) European Society of Radiology) وجمعية الطب الإشعاعي في أمريكا الشمالية RSNA) Radiological Society of North America) والمعهد الأمريكي لعلم الأشعة (American College of Radiology (ACR.
حالياً أصبح اليوم العالمي للأشعة مبادرة مشتركة بين الجمعية الأوروبية للأشعة (ESR) والجمعية الإشعاعية لأمريكا الشمالية (RSNA) والكلية الأمريكية للأشعة (ACR)، بالتعاون الكامل والمشاركة من الجمعية الدولية للأشعة (ISR)، بالإضافة إلى المنظمات الجامعة في جميع القارات، بما في ذلك الجمعية الآسيوية الأوقيانوسية للأشعة (AOSR)، وColegio Interamericano de Radiología (CIR)، والكلية الملكية الأسترالية والنيوزيلندية لأخصائيي الأشعة (RANZCR)، وجمعية الأشعة في جنوب إفريقيا (RSSA - التي تمثل أيضًا الدول المجاورة). كما يدعم الاتحاد الأوروبي لجمعيات التصوير الشعاعي (EFRS) والجمعية الدولية لمصوري الأشعة وتقنيي الأشعة (ISRRT) اليوم العالمي للأشعة.
يتم الاعتراف باليوم الدولي للأشعة والاحتفال به من قبل ما يقرب من 200 جمعية وطنية ومتخصصة وفرعية وذات صلة حول العالم.

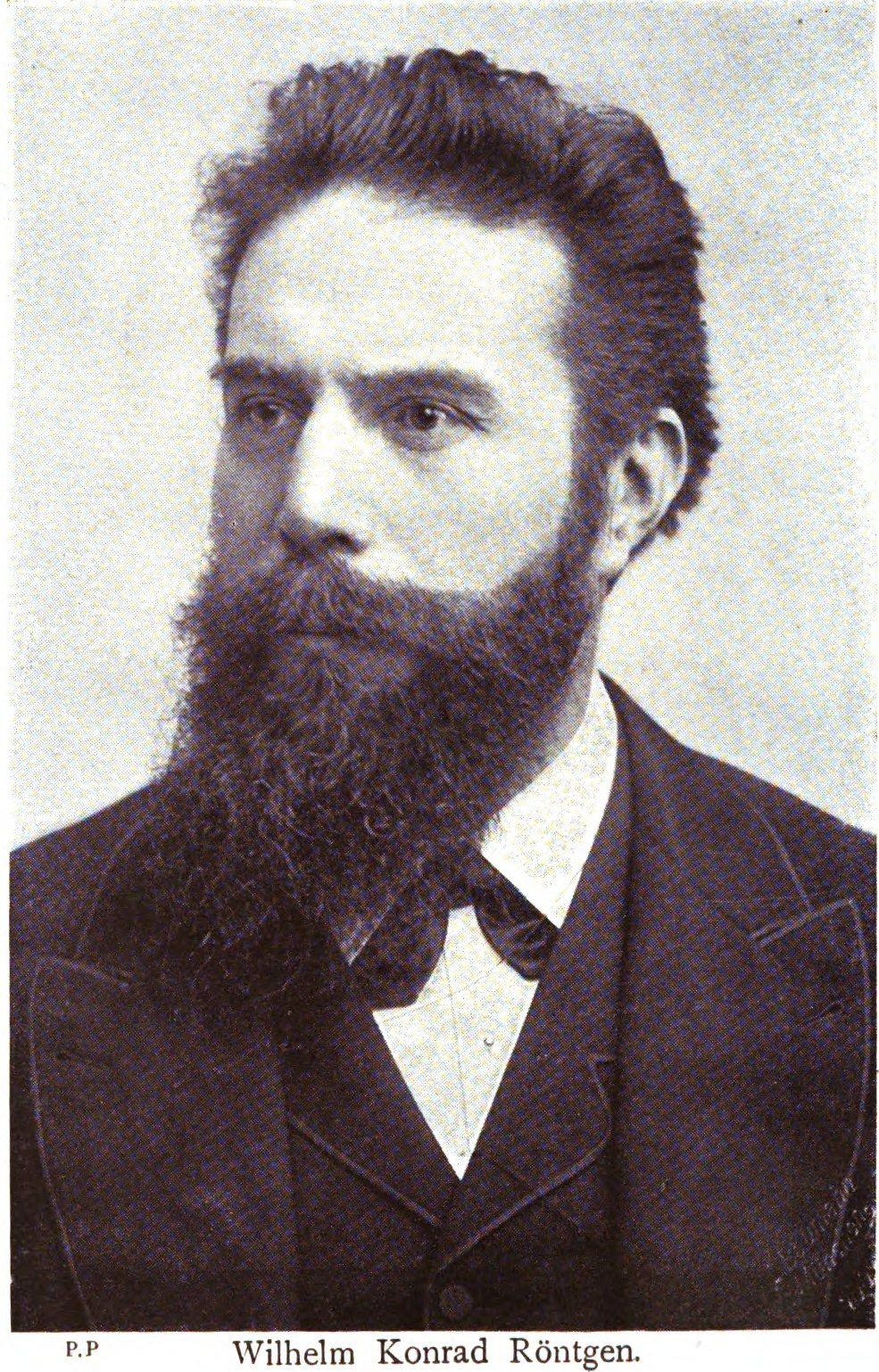
فيلهلم كونراد رونتغن الذي اكتشف الأشعة السينية x-rays

## معلومات تاريخية
قام فيلهلم كونراد رونتغن Wilhelm Röntgen في الثامن من نوفبر عام 1895 باكتشاف الأشعة السينية x-rays التي وضعت الأساس الفعال للتخصص الطبي الجديد، وهو علم الأشعة. وتكريمًا لاكتشافه، قررت الجمعية الأوروبية لعلم الأشعة والمعهد الأمريكي لعلم الأشعة أن يكون هذا التاريخ كل عام يومًا مميزًا مخصصًا للاحتفال. ويهدف اليوم العالمي لعلم الأشعة إلى رفع مستوى الوعي العام بعلم الأشعة وفوائده. ويأتي اليوم العالمي لعلم الأشعة بعد اقامة اليوم الأوروبي لعلم الأشعة عام 2011.
اليوم العالمي للأشعة هو خليفة لليوم الأوروبي للأشعة الذي تم إطلاقه في عام 2011. حيث أقيم لأول وآخر مرة تحت اشراف الجمعية الأوروبية في العاشر من فبراير عام 2011 لإحياء الذكرى السنوية لوفاة رونتغن. نظرًا لنجاح اليوم العالمي للأشعة EDoR، دخلت الجمعية الأوروبية ESR في تعاون مع RSNA وACR لتأسيس اليوم العالمي للأشعة. وتقرر أيضًا نقل تاريخ الاحتفال من ذكرى وفاة رونتجن إلى ذكرى اكتشافه للأشعة السينية. تم تأكيد اليوم رسميًا من قبل الجمعيات التأسيسية الثلاث خلال اجتماع RSNA السنوي في شيكاغو في 28 نوفمبر 2011. ومنذ ذلك الحين تتعاون الجمعية الأوروبية مع جمعية الطب الإشعاعي في أمريكا الشمالية والمعهد الأمريكي لعلم الأشعة لتنظيم اليوم العالمي لعلم الأشعة.
في 8 نوفمبر 1895، اكتشف فيلهلم كونراد رونتجن Wilhelm Conrad Röntgen الأشعة السينية بالصدفة أثناء فحص أشعة الكاثود، مما وضع الأساس بشكل فعال للاختصاص الطبي للأشعة medical discipline of radiology. وتقدم هذا الاكتشاف ليشمل طرقًا مختلفة في التصوير ويثبت نفسه كعنصر حاسم في الطب الحديث. تم اختيار يوم 8 نوفمبر في النهاية باعتباره اليوم المناسب لاحياء الاحتفال من قبل المجتمعات والمركز الإشعاعية في جميع أنحاء العالم.

## الموضوع السنوي
بالإضافة إلى الاعتراف العام بالأشعة، يتم اختيار موضوع كل عام، مع التركيز على مختلف التخصصات والتخصصات الفرعية للأشعة. وقد تضمنت هذه الموضوعات:
2019: التصوير الرياضي (Sports Imaging)
2018: تصوير القلب (Cardiac Imaging)
2017: التصوير الطارئ (Emergency Imaging)
2016: تصوير الثدي (Breast Imaging)
2015: تصوير الأطفال (Paediatric Imaging)
2014: تصوير الدماغ (Brain Imaging)
2013: تصوير الصدر (Thoracic Imaging)
2012: تصوير الأورام (Oncologic Imaging)

## أحداث اليوم العالمي لعلم الأشعة في السنوات السابقة
في كل عام وقبيل حلول اليوم العالمي لعلم الأشعة في الثامن من نوفمبر، تحتفل الجمعيات الإشعاعية الدولية في جميع أنحاء العالم بمناسبة اليوم العالمي لعلم الأشعة من خلال تنظيم فعاليات ونشاطات منظمة خاصة بها. وتأتي هذه الاحتفالات في شكل معارض، وورش عمل، ومحاضرات، وحملات على وسائل التواصل الاجتماعي، تدعو أطباء الأشعة وكذلك عامة الناس للمشاركة ومعرفة المزيد عن الأشعة.
في عام 2018، نظمت العديد من الجمعيات الإشعاعية والشريكة فعاليات للفت الانتباه إلى الأشعة وموضوع التصوير القلبي في ذلك العام. الأمثل تشمل:
- استضافت الجمعية الكندية لأخصائيي الأشعة حدثًا شجع أطباء الأشعة من جميع أنحاء كندا على الاجتماع مع أعضاء البرلمان في مبنى البرلمان الكنديParliament Hill لمناقشة القضايا الرئيسية في التصوير الطبي، ذات الصلة برعاية المرضى.[13]

- عقدت الجمعية اليابانية للطب الإشعاعي سلسلة من المحاضرات العامة حول تصوير القلب في كوماموتو كوماموتو، أدارها أساتذة من جامعة كوماموتو.[14]

- احتفلت الجمعية الإسبانية للطب الإشعاعي (Sociedad Española de Radiología Medica (SERAM في مدريد Madrid بدعوة خبراء تصوير القلب للمشاركة في محادثات حول تاريخ ومستقبل التخصص الفرعي.[15]

## المنشورات
لمزيد من الدعم لليوم، تنشر الجمعية الأوروبية للأشعة European Society of Radiology كتابًا كل عام حول الموضوع المحدد. في عام 2018، تم نشر الكتاب، The HEART revealed، كتنزيل مجاني لملف pdf على موقع IDoR. الكتاب، من تأليف أخصائيي أشعة متخصصين، يحتوي على أوصاف لأمراض القلب المختلفة حيث يساعد التصوير في التشخيص والعلاج والمتابعة.
تشمل النصوص المنشورة الأخرى التي تتناول الموضوع السنوي ما يلي:
- مساعدة 2017، التصوير الطبي الطارئ
- 2016 وما بعده، التصوير الطبي في الكشف عن أمراض الثدي وتشخيصها وعلاجها
- 2015 الطريقة اللطيفة، فن تصوير الأطفال
- 2014 Brainwatch، كشف وتشخيص أمراض الدماغ بالتصوير الطبي
- 2013 تنفس بسهولة، كيف تساعد الأشعة في اكتشاف أمراض الرئة ومكافحتها

بالإضافة إلى المنشورات ذات الطابع الخاص، نشرت الجمعية الأوروبية للأشعة European Society of Radiology بالتعاون مع الجمعية الدولية لتاريخ الأشعة سلسلة من ثلاثة مجلدات حول تاريخ الأشعة، قصة الأشعة.

## دعم المجتمعات
- الجمعية الآسيوية الأوقيانوسية للأشعة The Asian Oceanian Society of Radiology
- الكلية الأمريكية للأشعة The Interamerican College of Radiology
- الاتحاد الأوروبي لجمعيات التصوير الشعاعي European Federation of Radiographer Societies
- Eurosafe Imaging
- الجمعية الدولية للأشعة International Society of Radiology
- الكلية الملكية الأسترالية والنيوزيلندية لأطباء الأشعة The Royal Australian and New Zealand College of Radiologists

## وصلات خارجية
- European Society of Radiology
- Radiological Society of North America
- American College of Radiology